# Victor Nelsson
Victor Nelsson, né le 14 octobre 1998 à Hornbæk au Danemark, est un footballeur international danois évoluant actuellement au poste de défenseur central au Galatasaray SK.

## Biographie

### En club
Formé au FC Nordsjaelland, Victor Nelsson signe son premier contrat professionnel avec son club formateur en 2016. Dès sa première saison en tant que joueur professionnel, il joue 24 matchs toutes compétitions confondues avec son club.
Initialement milieu de terrain, il est replacé au poste de défenseur central la saison suivante, ce qui ne l'empêche cependant pas de conserver sa place de titulaire.
Le 11 août 2021, il est transféré à Galatasaray pour un montant de 7 millions d'euros. Il marquera son premier but avec le club turc le 21 février 2022 face à Göztepe. Il sera sacré champion de Süperlig lors de la saison 2022-2023.

### En équipe nationale
Ses bonnes performances et surtout son statut de titulaire au FC Nordsjaelland lui permettent d'être sélectionné avec les U18 et les U19 du Danemark en 2016.
En août 2017, alors qu'il n'a que 18 ans, il est convoqué avec la sélection espoirs, et joue son premier match avec celle-ci le 31 août contre les Îles Féroé.
Le 7 novembre 2022, il est sélectionné par Kasper Hjulmand pour participer à la Coupe du monde 2022.
Le 30 mai 2024, Victor Nelsson figure dans la liste des 26 joueurs danois retenus par Kasper Hjulmand pour participer à l'Euro 2024,. Blessé au pied quelques jours plus tard, il est finalement forfait pour la compétition et remplacé par Mathias Jørgensen.

### Palmarès
Galatasaray SK
- Champion de Turquie en 2023